# Набег на улус Таниш-султана
Набег на улус Таниш-султана — ночное сражение казахского султана Таниша с войском Шейбани-хана.

## Предыстория
После поражения казахского султана Жаниша и взятия его улуса узбеками, войско Мухаммеда Шейбани-хана, несмотря на понесённые в сражении тяжёлые потери, продолжило наступление. Следующей целью стал зимний стойбище Бурундук-хана. Однако зимний поход оказался крайне тяжёлым. Суровые погодные условия и нехватка продовольствия серьёзно истощили силы узбекского войска. В пути Шибаниды понесли значительные потери, многие воины погибли от холода, а армия оказалась на грани отступления. Уже подумывая о возвращении в Мавераннахр, они получили информацию. К ним пришёл четырнадцатилетний индийский раб-гулям, сбежавший из плена. Он рассказал, что неподалёку находится улус Таниш-султана — младшего брата Жаныш-султана. Мальчик раньше находился в этом улусе в рабстве и вызвался провести узбекское войско к цели. Эта новость изменила планы Шейбани-хана, и войско вновь двинулось в поход.

## Ход события
Молодой пленник сдержал обещание и указал Шибанидам местоположение улуса Таныш-султана. 
Разве обитатели городов были уверены, что к ним не придет наша ярость ночью, когда они спят (Кор., VII, 95), /107а/ стало для них указанием пути в долину страдания и смерти. Когда их высочество султаны дошли до улуса, то они тотчас же в войско [казахов] бросили грохот литавр, [рев] труб и шум драки. Воинственные, привыкшие грабить узбеки-шибаниты выхватили из ножен мщения кровожадные сабли и вытащили из-за пояса мужества отнимающие жизнь кинжалы, двинулись на воинов улуса Таниш-султана. Казалось, шум того раннего утра печали и брани был образцом смуты утра дня Страшного суда. Сотрясение земли от топота копыт арабских коней, стирающих небосвод, воздействовало как страх; Когда сотрясается земля сотрясением (Кор., LVI, 4).
Узбекские войска напали на казахов ночью. Как и утверждал беглый гулям, в улусе не знали о приближении войск Мухаммед Шейбани-хана, поэтому нападение стало полной неожиданностью. Таныш-султан не смог организовать эффективное сопротивление. Некоторое время он с частью своих воинов сражался с численно превосходящим противником, многие жители улусов погибли, поплатившись жизнью за зимнюю беспечность и неподготовленность, но в итоге был вынужден оставить территорию и отступить в степь и Таныш. Улус султана, как и улус Жаныш-султана, был подвергнут полному разорению. Значительное число казахов оказалось в плену у узбеков. Шибаниды захватили около десяти тысяч казахских юрт с имуществом. Кроме того, в их распоряжение поступило большое количество скота. Собрав всё захваченное, узбекские войска через Туркестан направились обратно в Мавераннахр.

## Результат
Последний поход Мухаммед Шайбани-хана против казахов состоялся во время правления Бурундук-хана. Несмотря на отдельные успехи, основной замысел Шайбани-хана так и остался нереализованным. Узбекам не удалось одержать решающую победу ни над улусом самого Бурундук-хана, ни над владениями влиятельного Касым-султана.